# Pinar del Rey
Este artículo trata sobre el espacio natural de Cádiz. Para el barrio de Madrid, véase Pinar del Rey (Madrid); y para la estación del Metro de Madrid, véase Estación de Pinar del Rey.
El Pinar del Rey es un espacio natural, recientemente incorporado al parque natural de Los Alcornocales, tras su ampliación en 2017, situado en el Campo de Gibraltar (Provincia de Cádiz, Andalucía, España). Ocupa una superficie de 338 hectáreas en los términos municipales de San Roque y Castellar de la Frontera.
En su zona sur, la más cercana al centro de San Roque, está situada el Área Recreativa del Pinar del Rey. Al oeste de este parque hay una subestación eléctrica de Endesa.

## Historia
El Pinar del Rey tuvo sus orígenes en 1800. La Armada Española eligió el espacio situado al norte de la ciudad de San Roque para plantar pinos, con el fin de obtener madera para construir sus navíos de guerra. Una vez terminaron las guerras napoleónicas, el Pinar dejó de servir a la Armada y pasó a ser un área recreativa.
En la actualidad, la misión de este parque es neutralizar la contaminación emitida por los polígonos industriales de la Bahía de Algeciras, así como ofrecer un lugar de ocio. Para ello se levantó un merendero y se habilitaron dos senderos.

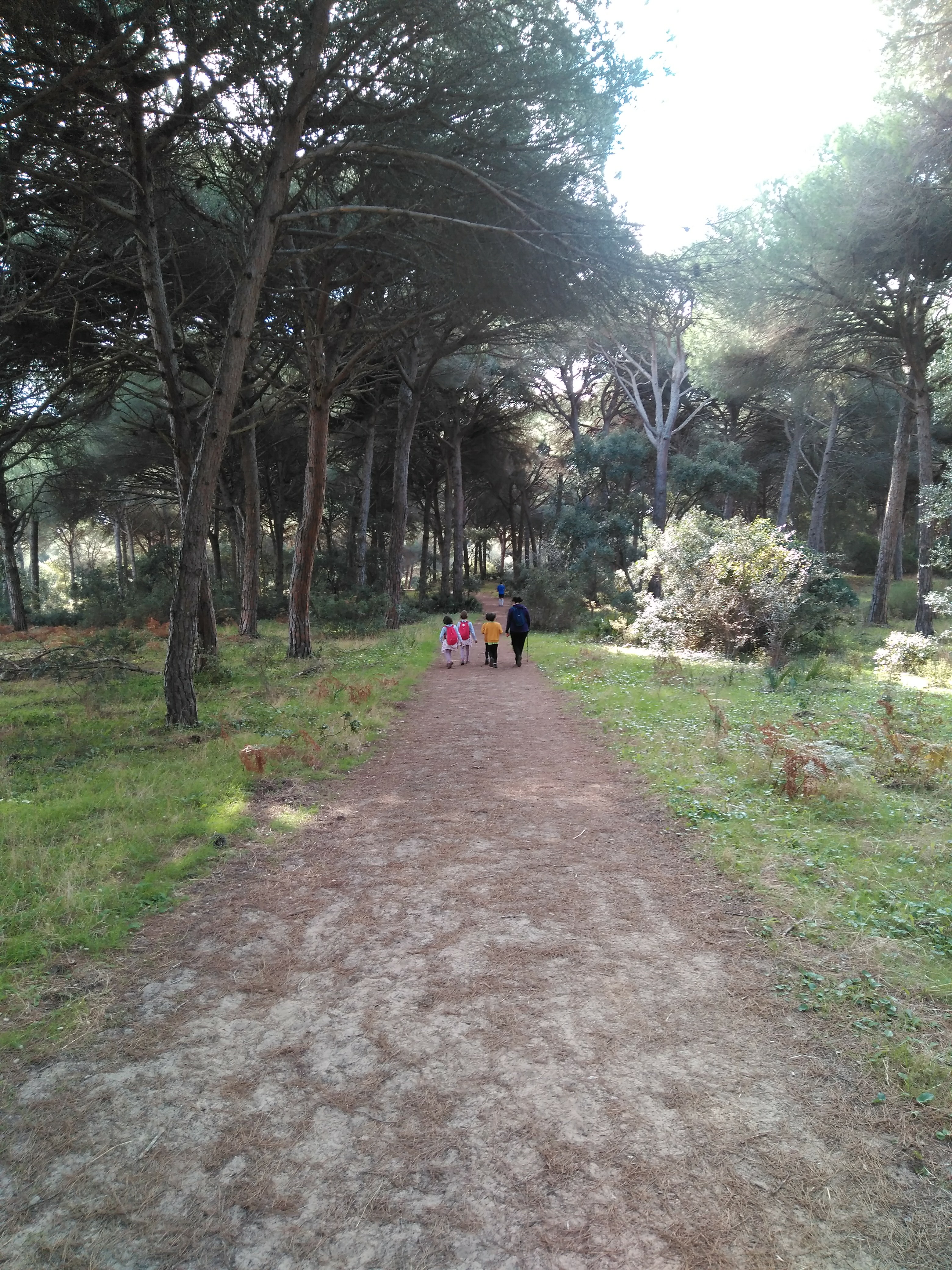
Sendero en el Pinar

En el Pinar del Rey se celebra cada primavera la Romería de San Roque.
El estudio informativo de una variante de la autovía del Mediterráneo, que pasaría por las inmediaciones del Pinar, ha causado malestar entre los vecinos de San Roque. En los últimos dos años ha habido varias manifestaciones contra este proyecto, convocadas por las plataformas ecologistas.

## Cómo llegar
Se accede al Pinar del Rey por la carretera CA-9203 (Estación de San Roque - Pinar del Rey - Fuente María España), y a ésta desde la CA-9202 (Los Olivillos-Fuente María España-El Albarracín) o la CA-9204 (acceso a la CA-9203 desde la salida 117 de la Autovía del Mediterráneo)